# Parafia św. Jana Chrzciciela w Tychach
Parafia św. Jana Chrzciciela (dawniej także Parafia Ścięcia św. Jana Chrzciciela w Tychach-Żwakowie) – rzymskokatolicka parafia znajdująca się w Tychach. Parafia należy do dekanatu Tychy Stare w archidiecezji katowickiej.
Parafia istnieje formalnie od 28 marca 1976 r., ale nieformalnie od 1957 r., kiedy to został poświęcony jej kościół. Powstał w okresie tzw. „odwilży” po wydarzeniach 1956 r., ale na powstanie parafii musiano oczekiwać dwadzieścia lat.  

## Historia parafii
Tereny obecnej parafii w przeszłości stanowiły głównie pola uprawne rozciągające się pomiędzy wsią Tychy, a jej przysiółkami: Żwaków, Glinka oraz wsią Paprocany (wszystkie obecnie są dzielnicami Tychów). Mieszkańcy powyższych miejscowości należeli do parafii tyskiej. Jednak wraz ze wzrostem liczby wiernych uczęszczających do parafii św. Marii Magdaleny – co było spowodowane tworzeniem zabudowy nowego miasta – pojawiła się potrzeba wybudowania nowego kościoła. Ówczesne władze nie były jednak skłonne do rozrostu struktur kościelnych. Ponad to, Tychy, w założeniu komunistów miały stać się miastem socjalistycznym, a więc bez budynków sakralnych. 
Okazją do zmiany tego stanu rzeczy była odwilż gomułkowska w kraju, która chwilowo "ociepliła" relacje państwo – Kościół. W wyniku działań księży ze Starych Tychów oraz biskupa katowickiego uzyskano zgodę na budowę kościoła. Komitet Wojewódzki przewidywał na jego miejsce dzielnicę Zawiść, jednak względy duszpasterskie przesądziły o rozpoczęciu prac na ówczesnych obrzeżach Żwakowa, za wykopem kolejowym dzielącym planowane miasto w osi północ – południe. Budowniczym kościoła został wikary parafii św. Marii Magdaleny ks. Jan Kapołka.
Po około roku władze cofnęły pozwolenie na budowę, co jednakże nie zahamowało prac. Aktywnie włączyli się w nie parafianie z okolicznych osiedli oraz przysiółków, co ułatwiło proces integracji między ludnością miejscową a napływową. Razem z poświęceniem kościoła św. Jana Chrzciciela (czasem dla odróżnienia od kościoła Narodzenia św. Jana Chrzciciela na Cielmicach dodaje się "Ścięcia") 21 grudnia 1958 r. przez biskupa koadiutora Herberta Bednorza została erygowana parafia tego samego wezwania. Pierwszym proboszczem został ks. Jan Kapołka. Utworzenia parafii, ani nawet osobnej stacji duszpasterskiej w tym miejscu nie uznały władzę traktując tereny, duchowieństwo i wiernych parafii jako część parafii św. Marii Magdaleny.
W momencie utworzenia do parafia liczyła 15 tys. wiernych i obejmowała tereny osiedli C, D oraz Żwakowa. Z chwilą uznania przez władzę i oficjalnego erygowania 28 marca 1976 r. do parafii należały osiedla C, D, H, M, N, K oraz Żwaków, a liczbę wiernych szacowano na ok. 50 tys. Tak duża liczba wiernych powodowała wydzielanie nowych ośrodków duszpasterskich, z których później tworzyły się samodzielne parafie. 
Do września 1963 parafią kierował ks. Kapołka, później przeniesiony na urząd proboszcza w parafii Najświętszej Maryi Panny Królowej Polski w Czernicy. Jego miejsce zajął ks. Józef Oleś, administrator parafii w Zebrzydowicach, a wcześniej wikariusz na Starych Tychach. Kierował parafią jako rektor do mianowania go proboszczem w Bogucicach w 1972. Następnie przez 1973 r. w parafii funkcję rektora pełnił ks. Adam Cisek, który to wyjechał później do diecezji Paderborn w Niemczech. Ostatnim rektorem kościoła był ks. Henryk Oczadły do 1978; w latach 1978–1979, po uznaniu parafii przez władze państwowe, oficjalnie jako proboszcz. Pracę w tyskiej parafii zakończył w 1979 r., kiedy dekretem biskupa otrzymał funkcję proboszcza w parafii w Krasowach.
Najbardziej w pamięci parafian wyryła się postać ks. prob. prałata Engelberta Ramoli. Mianowany przez Herberta Bednorza 15 sierpnia 1979 roku na wikarego-ekonoma, a 8 października tegoż roku – proboszcza. Był aktywnym duszpasterzem i działaczem społecznym, prałatem, kanonikiem oraz dziekanem. Włączył się w obronę krzyża przy domu handlowym AZ, który 23 kwietnia 1979 r. władzę miasta nakazały usunąć, by nie znajdował się na trasie pochodu 1 maja. Po spontanicznej reakcji okolicznych mieszkańców i proboszczów ks. Franciszka Resiaka (parafii NSPJ w Paprocanach) i ks. Eugeniusza Świerzego (parafii św. Marii Magdaleny w Tychach) władzę musiały zrezygnować z jego rozbiórki, a ludzie przez następne miesiące gromadzili się tam na modlitwy, współorganizowane również przez ks. Ramolę. Za jego pobytu w parafii dokonano generalnego remontu świątyni oraz wybudowano dzwonnicę w kształcie krzyża.
26 lipca 1976 r. wydano pozwolenie na budowę kościoła Ducha Świętego przy którym w niedługim czasie powstała parafia, do której odeszły Żwaków oraz osiedle K. W roku 1983 1 maja erygowano parafię św. Krzysztofa, do której przydzielono tereny osiedla D. 1 lipca 1988 r. parafia św. Jadwigi Śląskiej w Tychach przejęła część osiedla H. Część osiedla C otrzymała powstająca 30 listopada 1997 r. parafia Świętej Rodziny. Ostatnim uszczupleniem terytorium parafii było utworzenie parafii św. Benedykta 16 października 1999 do której przeszło osiedle N.
W 2005 roku ks. Engelbert Ramola przeszedł na emeryturę, pozostając jednak na parafii w charakterze rezydenta. Nowym proboszczem został ks. dr. Piotr Szołtysik, dotychczasowy duszpasterz akademicki. Przeprowadził on kolejny gruntowny remont wnętrza kościoła rozpoczęty w kwietniu 2016 r. 11 marca 2018 r. o godz. 18 arcybiskup katowicki Wiktor Skworc dokonał konsekracji nowego ołtarza, w którym złożono relikwie bł. Tymoteusza Giaccardo.
Obecnie parafia obejmuje swoim zasięgiem południowo-wschodnią część osiedle H, większą część osiedli M i C oraz powstałe pod koniec lat 80. osiedle Ł. a Liczba wiernych na początku XXI w. wynosiła niecałe 20 tys., obecnie jest to 16–17 tys.

## Kościół parafialny
Zezwolenie na budowę parafia otrzymała 18 stycznia 1957 r., kiedy proboszczem był ks. Jan Kapołka (w l. 1957–1963). Rozpoczęcie budowy nastąpiło w sierpniu 1957 r. Projektantem kościoła był arch. Zbigniew Weber, a konstruktorem Tadeusz Szczęsny. Poświęcenie nastąpiło 21 grudnia 1958 r. Styl architektoniczny to modernizm socjalistyczny.
Nowoczesna architektura kościoła, zdecydowanie odbiegająca od dotychczasowych form od początku stała się przedmiotem dyskusji i licznych krytyk. Znacznej części wiernych przyzwyczajonych do tradycyjnego stylu i wystroju wnętrza, nie odpowiadała prostota i surowość stylu kościoła.
Wielkie emocje wzbudził wizerunek Chrystusa Ukrzyżowanego – dzieło Zbigniewa Webera. Niezwykle ekspresyjne jego przedstawienie zostało pozbawione tła, przede wszystkim krzyża, które do dziś jest przedmiotem kontrowersyjnych opinii.
Jeszcze większe protesty parafian wzbudziła droga krzyżowa, również autorstwa Webera. Według opisu ks. Leszka Makówki: na ceglanej ścianie ciągnął się pas szerokości około dwóch metrów, w który zostały wmalowane białe prostokątne pola z symbolicznie zaznaczonymi stacjami drogi krzyżowej. Drogę wyznaczał ślad czarnych stóp człowieka, którym towarzyszył gąszcz gwoździ, biczów, mniejszych i większych krzyży, przy czym czarny duży krzyż był krzyżem Chrystusa.
Takie surowe przedstawienie drogi krzyżowej spotkało się ze zdecydowana reakcją parafian, którzy po wielu interwencjach w katowickiej kurii biskupiej, która, przy braku sprzeciwu ze strony ówczesnego proboszcza, nakazała zamalowanie tej drogi krzyżowej (prawdopodobnie na początku lat 80. XX w.). Obecna, tradycyjna, jest autorstwa Reginy Lipeckiej i Zofii Kaszowskiej.
Według opinii dyr. Muzeum Archidiecezjalnego w Katowicach, ks. L. Makówki nowy sposób przedstawienia drogi krzyżowej był nierozerwalnie związany z nowoczesną architekturą samego kościoła. (...) Cykl powstał w okresie poszukiwań nowego języka sztuki religijnej, kiedy sam Kościół nie wypowiedział się jeszcze oficjalnie na temat możliwości nowej sztuki sakralnej. Tym bardziej forsowana przez ks. Kopałkę wizja architektury i sztuki wydawała się być niezwykle śmiała. Z dzisiejszej perspektywy wyraźnie widać jednak niedociągnięcia artystyczne zarówno w cyklu drogi krzyżowej, jak i w przedstawieniu umęczonego Chrystusa. Ale chyba najważniejsze, co wydarzyło się wokół tyskiego konfliktu, to rozbudzenie zainteresowania sprawami Kościoła, a także kwestiami sztuki [sakralnej].
Prawdopodobnie inspiracją dla poprzedniej tyskiej drogi krzyżowej była „Droga” s. Almy Skrzydlewskiej w kościele św. Marcina w Warszawie, powstała w latach 1957–1958, która również wzbudziła swoją ascetyczną i nowoczesną formą silne emocje.